# 島根県道324号上意東揖屋線
島根県道324号上意東揖屋線（しまねけんどう324ごう かみいとういやせん）は、島根県松江市を通る一般県道である。

## 概要
松江市東出雲町上意東から松江市東出雲町揖屋に至る。

### 路線データ
- 起点：松江市東出雲町上意東
- 終点：松江市東出雲町揖屋（国道9号交点）

## 歴史
- 1974年（昭和49年）6月28日 - 島根県告示第377号により認定される。

## 地理

### 通過する自治体
- 松江市

### 交差する道路
| 交差する道路 | 交差する場所 | 交差する場所 |
| ------------ | ------------ | ------------ |
| 国道9号      | 東出雲町揖屋 | 終点         |

### 沿線
- 松江市立揖屋小学校